# Guaiac
Guaiac (Bulnesia sarmientoi) is een boom die behoort tot de familie Zygophyllaceae. De boom komt voor in een deel van het gebied Gran Chaco in Zuid-Amerika, langs de grenzen van Argentinië-Bolivia-Paraguay.

## Hout
Het hout wordt vaak verhandeld onder de naam Argentine lignum vitae of Paraguay lignum vitae, omdat het bijna dezelfde eigenschappen en gebruik van Lignum vitae uit het geslacht Guaiacum heeft. Een andere handelsnaam is "vera" of "verawood", die ook verwijst naar de nog meer verwante Bulnesia arborea. Een andere naam is "palo santo" (Spaans voor: "heilig hout"). In sommige plaatsen wordt het ibiocaí genoemd.
Het gestreepte kernhout van guaiac is bruin, zwart en groen (variërend van olijfgroen tot chocolade bruin). Het spinthout is meestal dun en lichtgeel. Het soortelijk gewicht van het hout ligt tussen 0,92 en 1,1 g/cm³.
Het hout wordt gebruikt voor houtsnijwerk en voor duurzame houten posten. Uit het hout wordt ook de etherische olie guaiacolie (of guayacol) gewonnen voor gebruik in parfums. De hars wordt gebruikt in vernissen en donkergekleurde verven.

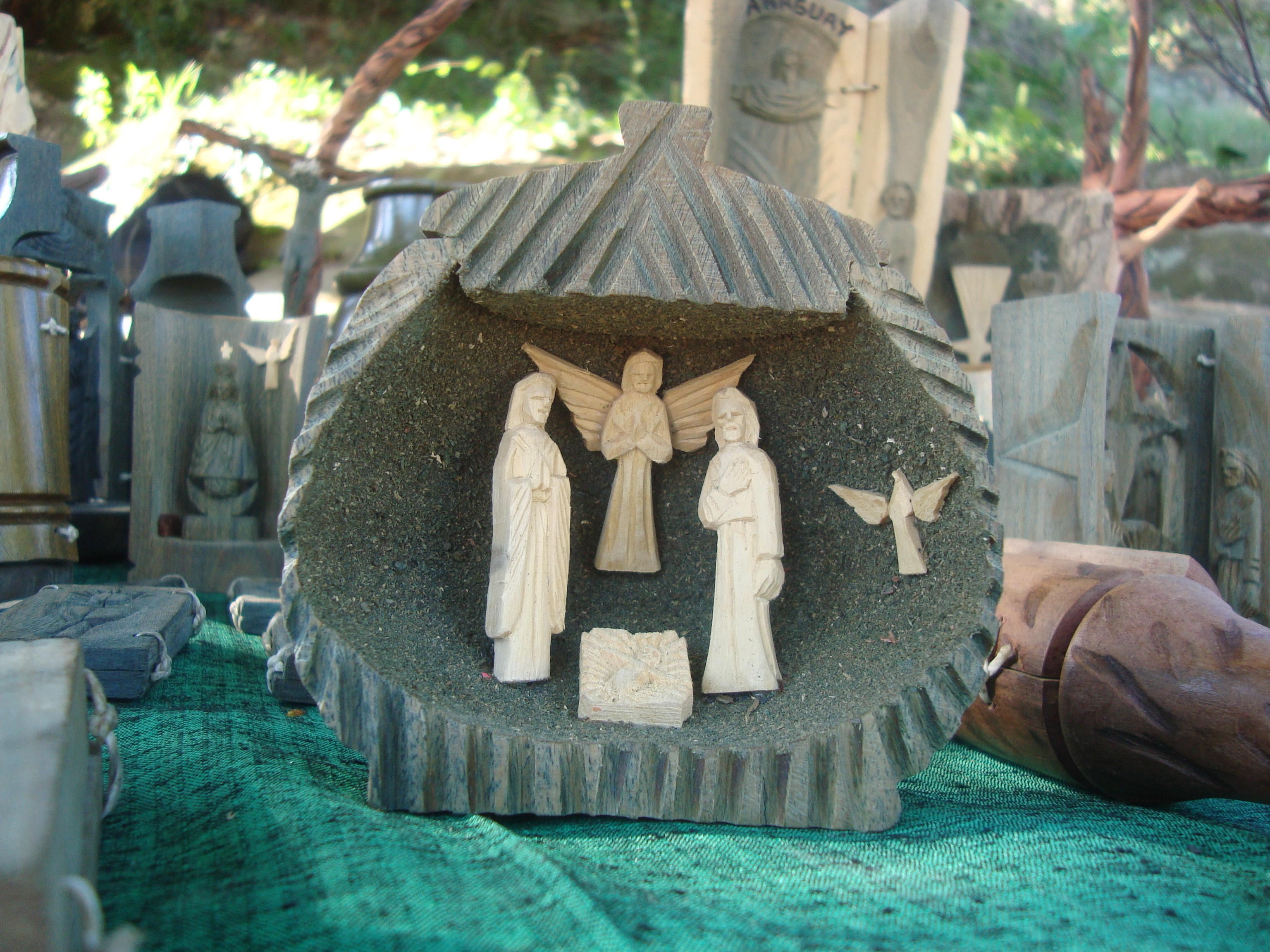
Houtsnijwerk